# Monumentos Medievais do Kosovo
Os Monumentos Medievais do Kosovo, na Sérvia é um Patrimônio Mundial da UNESCO constituído por quatro Igrejas Ortodoxa Sérvias e mosteiros que representam a fusão da Ortodoxa do Leste e do Oeste, a Arquitetura sérvio-bizantina e Arquitetura românica para formar o chamado Palaiologian estilo renascentista. Os sitios estão localizados na Província de Cossovo e Metóquia, sul da Sérvia.
Em 2004, a UNESCO reconheceu o Mosteiro Decani por seu valor universal excepcional. Dois anos mais tarde, o sitio do patrimônio foi prorrogado em série nomeação, de forma a incluir três outros monumentos religiosos.
Assim, a propriedade Monumentos Medievais do Kosovo é composta de:
1. Monastério Visoki Dečani
2. Mosteiro do Patriarcado de Peć
3. Mosteiro de Nossa Senhora de Lievixe
4. Mosteiro de Grachanica

Foi também em 2006, quando o imóvel foi inscrito na Lista do Património Mundial em Perigo, devido a dificuldades na sua gestão e conservação decorrentes da instabilidade política da região.